# Vic-sur-Cère
Vic-sur-Cère település Franciaországban, Cantal megyében. Lakosainak száma 1908 fő (2022. január 1.). Vic-sur-Cère Badailhac, Jou-sous-Monjou, Lascelle, Polminhac, Saint-Clément, Thiézac és Velzic községekkel határos.

## Népesség
A település népessége az elmúlt években az alábbi módon változott:
| Lakosok száma | 1782 | 2066 | 1968 | 1971 | 1964 | 1874 | 1828 | 1838 | 1862 | 1908 |
|               | 1968 | 1982 | 1990 | 2006 | 2013 | 2015 | 2017 | 2019 | 2020 | 2022 |